# Nœud de Paramillo
Le nœud de Paramillo est un massif montagneux situé dans la cordillère Occidentale des Andes, en Colombie. Il abrite le parc national naturel de Paramillo.

## Géographie
Le nœud de Paramillo est situé au nord de la cordillère Occidentale. De cet accident topographique naissent trois cordillères :
- la serranía de Abibe, qui se dirige vers le nord-ouest et sert de frontière naturelle entre les départements d'Antioquia et Córdoba ;
- la serranía de San Jerónimo, qui se dirige vers le nord et sépare les vallées des ríos San Jorge et Sinú ;
- la serranía de Ayapel, qui se dirige vers le nord-est et sépare les vallées des ríos San Jorge et Cauca et sert également de frontière natirelle entre les départements d'Antioquia et Córdoba.

Son point culminant est le cerro de Paramillo (3 960 m) qui a donné son nom à ce massif ainsi qu'au parc national qu'il abrite.